# 劉五緯
劉五緯（1592年—1628年），字聚東，號夢鳳，四川巴縣人，明朝政治人物、同進士出身。

## 生平
万历四十六年（1618年）戊午科经魁，万历四十七年（1619年），登己未科三甲八十八名进士，工部觀政，授南直隶庐江县知县，天啓元年（1621年）調无锡县知县，有惠政，五年補河南登封县，崇祯元年補宝丰县。

## 家族
曾祖劉仁。祖父劉三恕。父劉四知。
其子刘履泰，孝廉，任湖广湘乡县知县。